# 奧特傑利內火山
奧特傑利內火山是俄羅斯的火山，位於堪察加半島南部，屬於中部山脈的一部分，海拔高度791米，山體由玄武岩組成，最近一次火山噴發估計在更新世晚期至全新世發生。